# Lockheed Have Blue

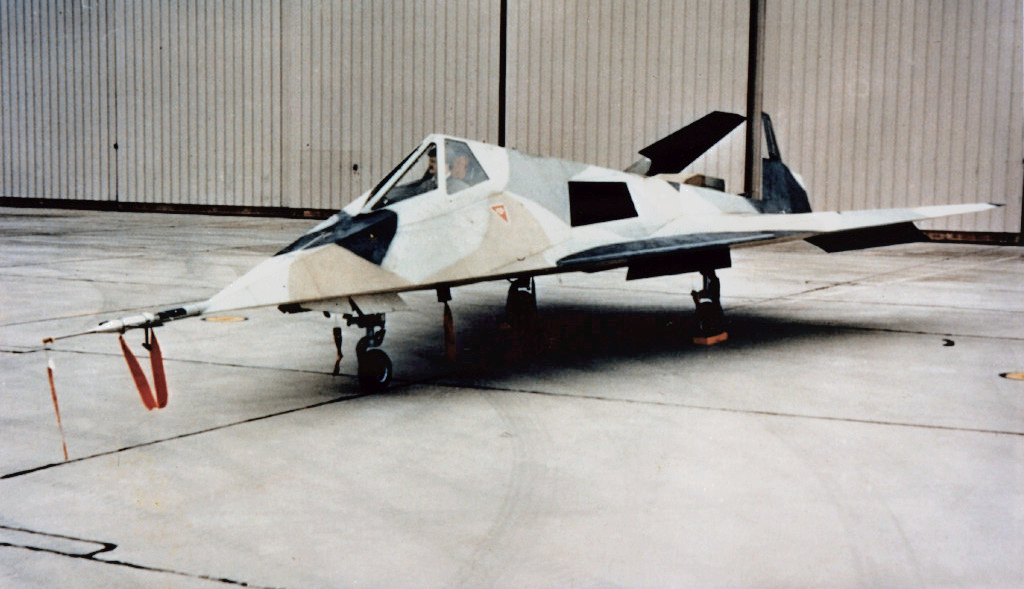
Lockheed Have Blue

Have Blue a fost numele de cod dat de firma Lockheed pentru prototipul experimental utilizat pentru a valida conceptul de avion greu detectabil care ulterior a devenit modelul de serie F-117 Nighthawk.
Acest avion experimental avea 2/3 din dimensiunile modelului de serie F-117. A zburat între anii 1977 și 1979 la Zona 51 (Groom Lake).